# Jeroen Boere
Jeroen Boere (ur. 18 listopada 1967 w Arnhem, zm. 16 sierpnia 2007 w Marbelli) – holenderski piłkarz występujący na pozycji napastnika.

## Kariera piłkarska
Od 1985 do 1999 roku występował w SBV Excelsior, De Graafschap, VVV Venlo, Roda JC, Go Ahead Eagles, West Ham United, Portsmouth, West Bromwich Albion, Crystal Palace, Southend United i Omiya Ardija.
| Rozgrywki      | Kraj     | Poziom | Mecze | Bramki |
| -------------- | -------- | ------ | ----- | ------ |
| Eredivisie     | Holandia | I      | 47    | 9      |
| Premier League | Anglia   | I      | 25    | 6      |